# Северна Америка
Северна Америка је по величини трећи, а по броју становника четврти континент на Земљи. Укупна површина овог континента је 24.230.000 km². Њене северне обале запљускује Арктички океан, источне Атлантски океан, јужне Карипско море, а западне Тихи океан. Процењено је да је 2016. године имала 529.024.000 становника. Први облакодери на свету су саграђени на тлу Северне Америке.

## Етимологија
Америке (Северна и Јужна) добиле су име по италијанском истраживачу Америгу Веспучију, а име су дали немачки картографи Мартин Валдземилер и Матијас Рингман. Веспучи, који је истраживао Јужну Америку између 1497. и 1502. године, био је први Европљанин који је веровао да Америка није била Источна Индија, већ друго копно дотад непознато Европљанима. Године 1507. Валдземилер је направио мапу света на којој је било написано име Америка преко континента Јужне Америке, усред данашње државе Бразил. Он је објаснио то име у својој књизи Cosmographiae Introductio.
По Валдземилеру, нико не би требало да уложи приговор на име земље након њеног проналазача. Он је користио латинску верзију Веспучијевог имена (Americus Vespucius), али у женском облику, следећи примере Европа, Азија и Африка.
Касније, други картографи су проширили име Америка и на северни континент, а од 1538. године Герхард Меркатор је на својој мапи света искористио име Америка за читаво копно западне хемисфере.
Неки тврде да је уобичајено да се користи презиме за именовање открића, осим у случају племства, тако да би име континента настало по имену Америга Веспучија могло да буде проблематично. Рикардо Палма предложио је 1949. године извођење имена из планина Америка у Средњој Америци - Веспучи је први открио Јужну Америку и планине Америка у Средњој Америци, које повезују његова открића са открићима Кристифора Колумба.
Алфред Худ је 1908. године предложио теорију да се континенти назову по велшком трговцу из Бристола - Ричарду Америкеу, за кога се верује да је финансирао истраживачко путовање Џона Кабота од Енглеске до Њуфаундленда 1497. године. Неки верују да је Америка добила име по шпанском морепловцу који је имао древно визиготско име Амаирик, док други верују да корени имена потичу из индијанског језика.

## Физичке одлике
За Северну Америку карактеристично је меридијанско пружање великих рељефних целина. То су високи и геолошки млади планински ланци с великим међупланинским котлинама на западу и старије и ниже Апалачке планине на истоку. Централним делом континента, од Северног леденог океана до Мексичког залива, пружа се пространо низијско и равничарско подручје. На североистоку је старо и равно копно Канадски штит. Највећи део Средње Америке чине млађе веначне планине с висоравнима, природни наставак Кордиљера на северу. Рељефна структура увелико одређује дужину речних токова и величину поречја и сливова. Притоке Тихог океана углавном су краће, осим река Колумбије и Колорада које одводњавају највећи део међупланинских басена и које су се пробиле до пацифичке обале. Од великих река на северу истичу се Макензи и Јукон, а на истоку Сен Лорен и Хадсон. Велике реке су Охајо и Тенеси, али оне не теку у Атлантски океан, већ према западу до Мисисипија. Мисисипи је, поред Мисурија, највећа река која прикупља мање реке с трећине површине САД, а улива се у Мексички залив. У тај залив улива се и Рио Гранде (мексички Рио Браво). Извире у Стеновитим планинама, а у доњем делу тока граница је између САД и Мексика, односно Англоамерике од Латинске Америке. Велика језера (Горње језеро, Мичиген, Хјурон, Ири и Онтарио) имају највећу запремину слатке воде на свету, иако су по површини мања од Каспијског језера. Заједно са реком Сен Лоренс чине важан пловни пут из срца континента према Атлантском океану. На планинском западу истиче се Велико слано језеро у ендоеичком делу континента, а у Средњој Америци највеће језеро је Никарагва. Мања или већа језера широм Канаде остаци су велике ледене капе плеистоценске глацијације.

### Клима
Док је највећи део Европе под јаким климатским утицајем океанских ваздушних маса с Атлантика, на северноамеричком континенту планински ланци спречавају јаче продоре океанског ваздуха према унутрашњости. Стога је највећи део Северне Америке изложенији хладном северу и врућем југу. Клима је на северу хладна, поларна и у умереним ширинама снежно-шумска, умерено топла и влажна или сува степска, а у Средњој Америци топла и влажна суптропска. Хладни северни ветрови често доносе хладноћу на југ, док су приобална подручја на југоистоку континента сезонски изложена ветровима разорне снаге (харикени и урагани). Већи део Северне Америке има вегетацију сличну европској. На крајњем северу појас тундре знатно је шири од таквог појаса у Европи, јужније су простране четинарске и листопадне шуме, а сушнији крајеви природно су станиште траве (прерије које одговарају европским степама) или вегетације сличне оној у европском Средоземљу. У низијама Средње Америке раширене су тропске кишне шуме и суптропско биље. У рељефно вертикално рашчлањеним крајевима карактеристични су висински вегетацијски спратови: tierra caliente(врућа земља, до 600 метара), tierra templada (умерена земља, 600-1.800 метара) и -{tierra fría}- (свежа земља, изнад 1.800 метара). Највиши планински врхови, који су већи део године покривени снегом, чине најхладнији појас (tierra helada).

#### Плеистоцена глацијација
Током плеистоцена територија Северне Америке била је покривена леденим покривачем. Његова површина износила је 11,5 милиона km². Овај ледени покривач био је типски инландајс великог пространства и дебљине. Протезао се од обала Атлантског океана до обала Тихог океана. Његова граница почињала је од рта Кода, на обали Атлантика, ишла је преко острва Лонг Ајленда, данашњих савезних држава Њу Џерзија, Њујорка, Пенсилваније, Охаја, Индијане, Илиониса, Мисурија, Канзаса, Небраске, Дакоте и избијала на Тихи океан у близини острва Ванкувера. Најужнија тачка границе била је у Илионису на 37° 30' северне географске ширине.
Три главне глацијалне области глацијације биле су: лабрадорска (на полуострву Лабрадор), киватинска (западно од Хадсоновог залива, на територији данашње Канаде) и кордиљерска (на Стеновитим планинама). Глацијали на територији Северне Америке носе имена: Небраска, Канзас, Илионис и Висконзин. Ова четири глацијала одговарају гинцу, минделу, рису и вирму на Алпима. Интерглацијали који су их одвајали зову се: афтонски, јармутски и сангамонски.

## Становништво
Насељеност Северне Америке врло је неуједначена. Арктички архипелаг и већи део копнене Канаде на северу готово је пуст. Међу слабо насељена подручја континента убрајају се и централни и западни делови Канаде и планински запад у САД где је просечна густина насељености готово сибирских размера (мање од 10 становника по km²). Најгушће су насељени североисток САД, делови око Великих језера, делови Старог југа и Калифорнија, приморје Мексичког залива, Мексичка висораван и Антили. САД је земља с највећим бројем милионских урбаних агломерација. Посебно се истиче урбанизовани североисток с мегалополисом Бостон-Вашингтон, где у појасу дугом 800 километара, у међусобно готово сраслим градовима, живи близу 50.000.000 становника. Највећи део становништва Северне Америке чине потомци европских досељеника. Од староседелаца у Англоамерици живе врло проређени Индијанци (око 3.000.000). Ескими су народи арктичког и субарктичког подручја, на Гренланду их има око 45.000, на Аљасци 40.000, а у Канади 30.000. У Средњој Америци Индијанаца има много више него на северу, а због дугог суживота с досељеним Европљанима (претежно Шпанцима) и доведеним црнцима знатно су заступљени мулати (мешанци белаца и црнаца) на острвима и местици (мешанци белаца и Индијанаца) у копненом делу региона. У САД живи приближно 35.000.000 црнаца или 12% становништва те државе. За државе Северне Америке карактеристична је прилично висока стопа демографског раста. У латиноамеричким државама разлог за то је врло висок природни прираштај и имиграција.
| Држава                    | Главни град   | Државно уређење         | Површина (km²) | Становника (01. 07. 2002. прибл.) | Густина насељености (по km²) |
| ------------------------- | ------------- | ----------------------- | -------------- | --------------------------------- | ---------------------------- |
| Антигва и Барбуда         | Сент Џонс     | Парламентарна монархија | 443            | 67.448                            | 152                          |
| Барбадос                  | Бриџтаун      | Парламентарна монархија | 431            | 276.607                           | 642                          |
| Бахами                    | Насау         | Парламентарна монархија | 13.940         | 300.529                           | 22                           |
| Белизе                    | Белмопан      | Парламентарна монархија | 22.966         | 262.999                           | 11                           |
| Гватемала                 | Гватемала     | Република               | 108.890        | 13.314.079                        | 122                          |
| Гренада                   | Сент Џорџ     | Парламентарна монархија | 344            | 89.211                            | 259                          |
| Доминика                  | Розо          | Република               | 754            | 70.160                            | 93                           |
| Доминиканска Република    | Санто Доминго | Република               | 48.730         | 8.721.594                         | 179                          |
| Салвадор                  | Сан Салвадор  | Република               | 21.040         | 6.353.681                         | 302                          |
| Јамајка                   | Кингстон      | Парламентарна монархија | 10.991         | 2.680.029                         | 244                          |
| Канада                    | Отава         | Конфедерација           | 9.976.140      | 31.902.268                        | 3,2                          |
| Костарика                 | Сан Хосе      | Република               | 51.100         | 3.834.934                         | 75                           |
| Куба                      | Хавана        | Република               | 110.860        | 11.224.321                        | 101                          |
| Мексико                   | Мексико сити  | Савезна република       | 1.972.550      | 103.400.165                       | 52                           |
| Никарагва                 | Манагва       | Република               | 129.494        | 5.023.818                         | 39                           |
| Панама                    | Панама        | Република               | 78.200         | 2.882.329                         | 37                           |
| Света Луција              | Кастрис       | Уставна монархија       | 616            | 160.145                           | 260                          |
| Свети Винсент и Гренадини | Кингстаун     | Уставна монархија       | 389            | 116.394                           | 299                          |
| Свети Кристофер и Невис   | Бастер        | Уставна монархија       | 261            | 38.736                            | 148                          |
| Сједињене Америчке Државе | Вашингтон     | Федерална република     | 9.629.091      | 280.562.489                       | 29                           |
| Тринидад и Тобаго         | Порт ов Спејн | Република               | 5.128          |                                   |                              |
| Хаити                     | Порт o Пренс  | Република               | 27.750         | 7.063.722                         | 255                          |
| Хондурас                  | Тегусигалпа   | Република               | 112.090        | 6.560.608                         | 59                           |

### Зависне територије
Државе Северне Америке се међусобно знатно разликују по величини територија. Неке су континенталних димензија (Канада и САД), а неке по површини нису већи од градова средње величине. Слично је и с бројем становника. САД је трећа држава света, Мексико има приближно 104 милиона становника, док у већини држава Антила живи мање од милион становника. Иако је цео континент до друге половине 18. века био подељен на колонијалне поседе Велике Британије, Шпаније и Француске, северноамеричке државе избориле су независност много раније него већина азијских, а поготову афричких земаља. Путем самосталности прво је кренула САД (1776. године), а током прве половине 19. века следиле су је све државе копненог дела Средње Америке осим Панаме и Белиза. У првој половини 19. века независне су постале и острвске државе Хаити и Доминиканска Република, а 1867. године Канада. Почетком 20. века независне државе постале су Куба и Панама, док је шездесетих година 20. века независност изборило десетак острвских држава. Данас је само неколико мањих острва и архипелага остало под влашћу Велике Британије, Француске, САД и Холандије. Највећи међу њима - Порторико, има сопствену самоуправу, али су његови становници амерички држављани. Све су северноамеричке државе по облику владавине републике, осим Белиза и неколико острвских државица које за формалног шефа државе признају британску краљицу, и Канаде, савезне државе у формалној персоналној унији с Уједињеним Краљевством.
| Зависне територије          | Главни град     | Суверена држава      | Површина (km²) | Становника (01. 07. 2002. прибл.) | Густина насељености (по km²) |
| --------------------------- | --------------- | -------------------- | -------------- | --------------------------------- | ---------------------------- |
| Ангвила                     | Вели            | Уједињено Краљевство | 102            | 12.446                            | 122                          |
| Аруба                       | Орањестад       | Холандија            | 193            | 70.441                            | 365                          |
| Бермуди                     | Хамилтон        | Уједињено Краљевство | 53             | 63.960                            | 1.200                        |
| Британска Девичанска острва | Роуд Таун       | Уједињено Краљевство | 153            | 21.272                            | 139                          |
| Америчка Девичанска острва  | Шарлота Амалија | Сједињене Државе     | 352            | 123.498                           | 351                          |
| Гваделуп                    | Бас-тер         | Француска            | 1.780          | 401.784                           | 245                          |
| Гренланд                    | Нук             | Данска               | 2.166.086      | 56.376                            | 0,03                         |
| Кајманска острва            | Џорџтаун        | Уједињено Краљевство | 262            | 36.273                            | 138                          |
| Мартиник                    | Фор де Франс    | Француска            | 1.100          | 397.693                           | 384                          |
| Монсерат                    | Плимут          | Уједињено Краљевство | 102            | 8.437                             | 83                           |
| Наваса                      | Лулутаун        | Сједињене Државе     | 5              | 0                                 | n/a                          |
| Порторико                   | Сан Хуан        | Сједињене Државе     | 9.104          | 3.957.988                         | 435                          |
| Свети Бартоломеј            | Густавија       | Француска            | 21             | 6.852                             | 326                          |
| Сен Мартен                  | Маригот         | Француска            | 53             | 33.102                            | 622                          |
| Сен Пјер и Микелон          | Сен Пјер        | Француска            | 242            | 6.954                             | 29                           |
| Острва Туркс и Каикос       | Коберн Таун     | Уједињено Краљевство | 430            | 18.738                            | 44                           |
| Холандски Антили            | Вилемстад       | Холандија            | 960            | 214.258                           | 223                          |

## Економија
| Позиција | Држава                 | БДП (2014) у милионима америчких долара |
| -------- | ---------------------- | --------------------------------------- |
| 1        | САД                    | 17,419,000                              |
| 2        | Канада                 | 1,786,655                               |
| 3        | Мексико                | 1,291,062                               |
| 4        | Порторико              | 103,135                                 |
| 5        | Куба                   | 77,150                                  |
| 6        | Доминиканска Република | 64,058                                  |
| 7        | Гватемала              | 58,728                                  |
| 8        | Костарика              | 49,553                                  |
| 9        | Панама                 | 46,213                                  |
| 10       | Тринидад и Тобаго      | 28,874                                  |

Северна Америка је у економском погледу неравномерно развијена. Постоје велике разлике између држава Англоамерике (САД и Канада), које су с Европском унијом и Јапаном најразвијенији део света, и земаља Средње Америке које су већином на граници сиромаштва, мада међу њима има знатних разлика. У најсиромашнијој земљи, Хаитију, БДП по становнику на нивоу је најнеразвијенијих афричких држава. У САД и Канади живи само 5% човечанства које ствара чак трећину БДП света. Обе земље имају велика природна богатства, високоразвијену пољопривреду с производњом знатних вишкова хране, и разноврсну индустрију. Остале земље обележава монокултурна пољопривреда с оријентацијом на једну или неколико култура које се често узгајају на плантажама. Већина тих држава економски је зависна од америчког капитала што условљава и знатну политичку потчињеност. Велика економска повезаност највећих северноамеричких држава - САД, Канаде и Мексика - одражава се у обиму и токовима њихових спољнотрговинских размена, Канада и Мексико чак 7/10 своје робне размене са светом обављају са САД. С друге стране, САД размењује више робе с Канадом него с Европском унијом и више с Мексиком него с Јапаном. САД, Канада и Мексико удружиле су се 1994. године у бесцаринску зону која је уз ЕУ највећа на свету. То је NAFTA (North American Free Trade Agreement) која обухвата подручје на коме живи више од 430 милиона становника и којој је циљ да у року од петнаест година уклони препреке несметаном протоку робе и радне снаге ради подстицања равномернијег економског развоја и равноправнијег приступа тржишту њених чланица.

## Религија
Према истраживању из 2012. године, доминантна религија САД, Канади и Мексику је хришћанство, где чак 77,4% становништва себе сматра хришћанима. Хришћанство је такође доминантна религија у 23 зависне територије Северне Америке. Сједињене Државе имају највећу популацију хришћана на свету, чак 247 милиона хришћана (70%), иако друге земље имају већи проценат хришћанског становништва. Мексико је друга држава на свету по броју католика, одмах после Бразила.
Према истом истраживању неверници (укључујући агностике и атеисте) чине 17,1% становништва Канаде и Сједињених Америчких Држава. Нерелигиозно становништво чини 22,8% од укупне популације САД, а 23,9% укупног становништва Канаде.
У САД, Канади и Мексику живе и Јевреји (6 милиона или око 1,8%), будисти (3,8 милиона или око 1,1%) и муслимани (3,4 милиона или око 1,0%). Највећи број јеврејских појединаца може се наћи у САД (5,4 милиона), Канади (375.000) и Мексику (67.476). Највише муслиманског становништва живи у САД, чак 2,7 милиона или 0,9%, док је Канада дом за око милион муслимана или око 3,2% њеног укупног становништва. Мексико има свега 3.700 муслиманског становиштва. Према подацима из 2012. године, процењује се да број будиста износи око 1,2 милиона, од којих 40% живи у Калифорнији.

## Језици
Доминантни језици у Северној Америци су енглески, шпански и француски. Дански језик преовладава на Гренланду, а холандски језик се говори подједнако као и локални језици на холандским карибима, холандским колонијама у Средњој Америци. Термин Англоамерика користи се да означи англофоне земље Америке: првенствено Канаду (где су заједно званични енглески и француски језик) и САД, али понекад и Белизе и тропе, посебно карипске земље које су чланице Комонвелта. Латинска Америка се односи на друге области Америке (углавном јужно од САД) где преовлађују романски језици, изведени из латинског - шпански и португалски (али земље француског говорног подручја углавном нису укључене). То су остале републике Средње Америке (без Белиза), део Кариба (без земаља холандског, енглеског и француског говорног подручја), Мексико и већи део Јужне Америке (осим Гвајане, Суринама, Француске Гвајане (Фр) и Фокландских острва (УК)).
Француски језик је историјски одиграо значајну улогу у Северној Америци, а сада задржава карактеристично присуство у појединим регионима. Канада је званично двојезична земља. Француски је званичан језик у провинцији Квебек, где 95% становништва говори француски било као свој први или други језик. Друге провинције у којима се говори француски језик су провинција Онтарио (званични језик је енглески, али се процењује да у Онтарију живи приближно 600.000 француских говорника), провинција Манитоба (дејуре званичан са енглеским), Француски Антили и Сен Пјер и Микелон, као и америчка држава Луизијана, где је француски један од званичних језика. Хаити припада овој групи на основу историјског удружења, али Хаићани, поред француског, говоре и креолски.

## Култура
Канада и САД биле су британске колоније, тако да постоји честа културна интеракција између САД и енглеског говорног подручја Канаде. Гренланд дели неке културне везе са домороцима у Канади, али ипак нордијски и дански утицај имају превагу због вековне колонизације Гренланда од стране Данске. Шпанско говорно подручје Северне Америке дели заједничку прошлост као бивше шпанске колоније. У Мексику и централноамеричким земљама где су биле развијене цивилизације попут Маја, домороци се труде да чувају традицију упркос модерној култури. Централноамерички и карипски народи шпанског говорног подручја су имали више историјски заједничког, због своје географске близине.
Северни Мексико, нарочито градови Монтереј, Тихуана, Сијудад Хуарез и Мехикали, под снажним је утицајем културе и начина живота Сједињених Држава. Од поменутих градова, Монтереј се сматра најамериканизованијим градом у Северној Америци. Имиграција у САД и Канаду главна је карактеристика многих нација које се налазе у близини јужне границе САД. Англофоне карипске државе сведоци су престанка британског и повећања економског утицаја Северне Америке. Ово је делом због мале популације на енглеском говорном подручју карипских земаља, као и због тога што многе од држава сада имају више људи који живе у иностранству него оних који су остали код куће.